# San Domenico Hotel
Le San Domenico Hotel est un hôtel de luxe situé à Taormine, en Sicile (Italie).

## Historique

### Couvent San Domenico
Les Dominicains, présents à Taormine depuis 1374, reçoivent par legs en 1430 la résidence de l'aristocrate catanais Damiano Rosso di Altavilla, mort cinq ans plus tôt après s'être retiré parmi ces frères. Ils font de cette bâtisse, l'une des plus anciennes de la ville, un couvent qui abrite jusqu'à 40 moines.

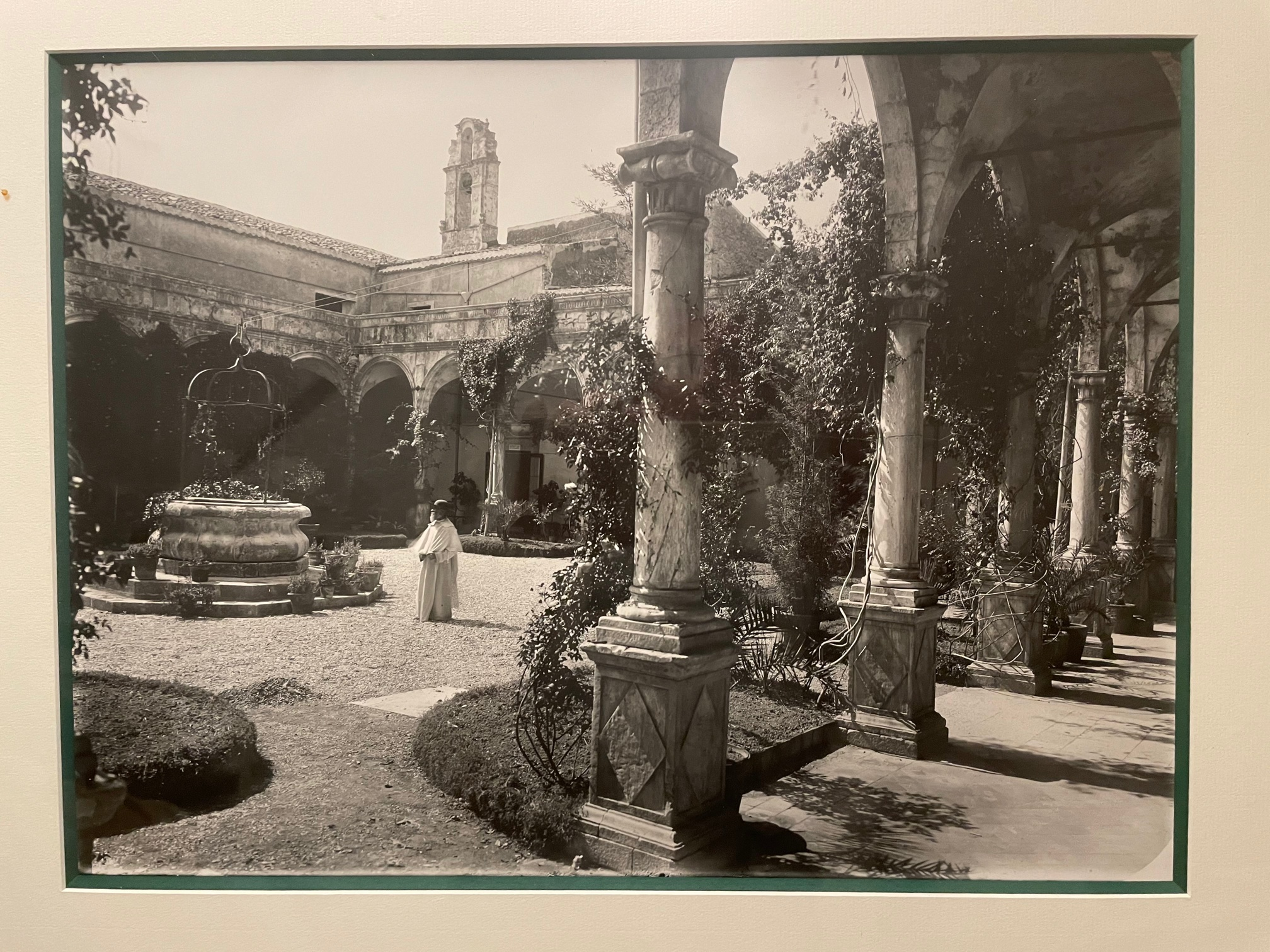
Cloître de San Domenico, par Wilhelm von Gloeden (avant 1896).

Les descendants de Damiano Rosso parviennent à éviter la confiscation du bien par l'Etat après la suppression des ordres religieux, en produisant le testatment original du fondateur qui déclare prêter, et non transférer la possession, à la communauté. Le dernier moine, Vincenzo Bottari Cacciola, peut ainsi rester dans sa cellule jusqu'à sa mort.
Le photographe allemand Wilhelm von Gloeden installe son studio à proximité dans les années 1880-1890 et réalise dans le cloître du couvent une partie de ses nus masculins qui participent à la renommée européenne de Taormine.

### Hôtel San Domenico
Situé à flanc de falaise, au dessus de la mer, près de l’ancien théâtre grec, l'hôtel est ouvert en 1896 dans un ancien couvent dominicain du XIVe siècle. Son propriétaire, le prince de Cerami, a converti les cellules monacales en chambres, chacune dotée d'une terrasse et fait construire un bâtiment de style Liberty adjacent (aujourd'hui l'aile Grand Hotel).
Il devient un des hôtels les plus courus du Grand Tour italien de l'élite européenne : artistes (Oscar Wilde, Guy de Maupassant, DH Lawrence, Gabriele D'Annunzio, Richard Wagner), aristocrates (Édouard VII, Irène de Grèce, le baron Rothschild, Guillaume II) et célébrités à la fin du XIXe siècle et au début du siècle suivant.
La famille Cerami laisse la gestion à la Società Grandi Alberghi Siciliani (SGAS), qui dirige également la Villa Igiea, l'Hôtel des Palme et l'Excelsior de Catane. Propriété de Banco di Sicilia, elle acquiert plus tard le palace.
Pendant la Seconde Guerre mondiale, le maréchal Albert Kesselring y installe son quartier général. Bombardé de ce fait par les Alliés en 1943, le complexe hôtelier est restauré (l'église, presque entièrement détruite, est reconstruite et transformée en salle de bal), et rouvre vers 1946.
Depuis les années 1950, le palace a accueilli des stars du cinéma comme Greta Garbo, Marlene Dietrich, Ingrid Bergman, Audrey Hepburn, Elizabeth Taylor, Richard Burton, Helmut Berger, Luchino Visconti, Marcello Mastroianni, et Sophia Loren, mais aussi Henry Miller, Maria Callas et Igor Stravinsky. En 1959, le film L’Avventura y est en partie tourné.
Entre 1996 et 2001, le groupe Acqua Marcia de Caltagirone rachète les biens de la SGAS alors que Banco di Sicilia est liquidé. En 2015, le groupe remet les palaces de la SGAS ainsi que l'Excelsior Hilton de Palerme et l’Hotel Des Etrangers de Syracuse.
Les dirigeants réunis pour sommet du G7 de 2017 y ont également logé.
Racheté aux enchères pour 52 millions d’euros en 2016 par le groupe italien Gruppo Statuto détenu par Giuseppe Statuto, il est donné en gestion au groupe Four Seasons qui l’a rénové. Il possède trois restaurants : Les Bougainvillées, Il Giardino dei Limoni et Principe Cerami dirigé par Massimo Mantarro et distingué par deux étoiles Michelin. Les jardins ont été réaménagés par l'architecte paysagiste italien Marco Bay.
L'hôtel est le décor de la saison 2 de la série The White Lotus (2022).